# Csenger
Csenger (rumänska: Cinghir) är en stad och kommun i distriktet Csenger i provinsen Szabolcs-Szatmár-Bereg i Ungern. Den ligger vid gränsen till Rumänien. Kommunen har 4 394 invånare (2024), på en yta av 36,16 km².